# Vaudancourt
Vaudancourt és un municipi francès, situat al departament de l'Oise i a la regió dels Alts de França. L'any 2007 tenia 163 habitants.

## Demografia

### Població
El 2007 la població de fet de Vaudancourt era de 163 persones. Hi havia 64 famílies de les quals 16 eren unipersonals (12 homes vivint sols i 4 dones vivint soles), 16 parelles sense fills, 28 parelles amb fills i 4 famílies monoparentals amb fills.
La població ha evolucionat segons el següent gràfic:
Habitants censats

### Habitatges
El 2007 hi havia 93 habitatges, 64 eren l'habitatge principal de la família, 24 eren segones residències i 5 estaven desocupats. 91 eren cases i 1 era un apartament. Dels 64 habitatges principals, 54 estaven ocupats pels seus propietaris, 8 estaven llogats i ocupats pels llogaters i 2 estaven cedits a títol gratuït; 4 tenien dues cambres, 15 en tenien tres, 14 en tenien quatre i 31 en tenien cinc o més. 43 habitatges disposaven pel capbaix d'una plaça de pàrquing. A 27 habitatges hi havia un automòbil i a 34 n'hi havia dos o més.

### Piràmide de població
La piràmide de població per edats i sexe el 2009 era:
| Homes | Edats   | Dones |
| ----- | ------- | ----- |
| 0     | 95 o +  | 0     |
| 0     | 90 a 94 | 0     |
| 0     | 85 a 89 | 4     |
| 4     | 80 a 84 | 0     |
| 0     | 75 a 79 | 4     |
| 0     | 70 a 74 | 0     |
| 0     | 65 a 69 | 8     |
| 4     | 60 a 64 | 0     |
| 4     | 55 a 59 | 8     |
| 4     | 50 a 54 | 0     |
| 12    | 45 a 49 | 12    |
| 4     | 40 a 44 | 12    |
| 4     | 35 a 39 | 4     |
| 0     | 30 a 34 | 4     |
| 8     | 25 a 29 | 8     |
| 8     | 20 a 24 | 0     |
| 0     | 15 a 19 | 8     |
| 8     | 10 a 14 | 8     |
| 8     | 5 a 9   | 0     |
| 8     | 0 a 4   | 12    |

## Economia
El 2007 la població en edat de treballar era de 113 persones, 85 eren actives i 28 eren inactives. De les 85 persones actives 78 estaven ocupades (47 homes i 31 dones) i 7 estaven aturades (4 homes i 3 dones). De les 28 persones inactives 12 estaven jubilades, 8 estaven estudiant i 8 estaven classificades com a «altres inactius».

### Ingressos
El 2009 a Vaudancourt hi havia 62 unitats fiscals que integraven 150 persones, la mediana anual d'ingressos fiscals per persona era de 21.717 €.

### Activitats econòmiques
Dels 6 establiments que hi havia el 2007, 1 era d'una empresa de construcció, 1 d'una empresa de comerç i reparació d'automòbils, 1 d'una empresa de transport i 3 d'empreses de serveis.
L'únic servei als particulars que hi havia el 2009 era una fusteria.
L'any 2000 a Vaudancourt hi havia 3 explotacions agrícoles que ocupaven un total de 267 hectàrees.

## Poblacions més properes
El següent diagrama mostra les poblacions més properes.